# Jean-François Barbier
Pour les articles homonymes, voir Barbier.
Jean-François-Thérèse Barbier, né le 3 décembre 1754 à Strasbourg et mort dans la même ville le 6 mai 1828, est un général français du Premier Empire et un peintre.

## Biographie
Il entre au service le 12 février 1772, comme sous-lieutenant au régiment des hussards Chamborant, devenu plus tard le 2e de l'arme. Il est nommé lieutenant en 1785 et fait avec distinction les campagnes de la Révolution de 1792 et 1793 à l'armée du Nord avec le grade de capitaine le 25 janvier 1792. Sa bouillante valeur sur le champ de bataille lui vaut un avancement des plus rapides. Nommé chef d'escadron le 25 novembre 1792, il passe colonel le 15 mai 1793. Chef de brigade la même année, il est destitué par le représentant du peuple Duquesnoy et traduit devant le tribunal criminel de l'armée du Nord, mais acquitté et réintégré dans son emploi par le représentant Laurent le 10 février 1794.
Il peint des gouaches renommées lorsqu’il est lieutenant en premier à Chamborant (1793) et plus tard comme colonel (1803), donnant des détails très précis sur l’équipement des hussards de son époque.
Il fait toutes les campagnes de la Révolution de 1794, 1795 et 1796 aux armées du Rhin, du Nord, de Sambre-et-Meuse et du Hanovre et son courage ne se dément jamais. Il combat vaillamment en Allemagne en 1797, se fait remarquer dans l'armée du Rhin de 1798 à 1800. En 1802, il est employé dans l'armée de Hanovre sous les ordres de Bernadotte. Ses bons services sont récompensés le 24 janvier 1804 par la croix de la Légion d'honneur, et le 15 juin suivant il est fait officier de l'ordre.
Il s'illustre sous les yeux de l'Empereur à Austerlitz, où il est atteint au cou par un biscaïen, le 2 décembre 1805, ce qui lui vaut sa nomination au grade de commandeur de la Légion d'honneur le 25 décembre 1805. Il fait ensuite la campagne de Prusse en 1806 et peu de jours avant Iéna, il est promu général de brigade le 7 octobre 1806 pour être pourvu du commandement d'une place de seconde ligne. Créé baron de l'Empire en 1808, il reçoit une dotation sur le département de Trasimène, mais, en raison de son âge et de ses fatigues, il est désormais employé au commandement des places.
Admis au traitement de non-activité le 1er septembre 1814, d'ailleurs mal vu par la Restauration française car suspecté de bonapartisme, il est retraité par ordonnance du 25 novembre 1818. Il se retire dans sa chère ville de Strasbourg où il vit entouré de l'estime publique et meurt le 6 mai 1828 à son domicile du 5 rue de la Nuée-Bleue de Strasbourg.
Il était propriétaire jusqu'en 1822 du château d’Oberkirch, à Molsheim (Bas-Rhin), dont il hérita par sa femme sous le Premier Empire.

## Carrière militaire
Chef de Brigade au 2e Hussards le 15 mai 1793
Général de brigade le 7 octobre 1806

## Décorations, titres et distinctions
Commandeur de la Légion d'honneur le 25 décembre 1804
Baron de l'Empire le 29 juin 1808

## Armoiries
| Figure | Blasonnement |
|        | Armes du baron Barbier et de l'Empire (décret du 19 mars 1808, lettres patentes du 29 juin 1808 (Bayonne)) De sinople au sabre d'argent à la garde d'or en pal, accompagné en chef de deux molettes d'éperon d'argent, à la fasce d'argent brochant sur le tout, chargé d'une quartefeuille de gueules, renfermée dans une macle du même accompagné à dextre de deux chevrons couchés de gueules et à senestre de deux chevrons couchés contournés du même ; au franc quartier des barons militaires,. Livrées : couleurs de l'écu ; le « verd » dans les bordures seulement. |